# Arhopalus biarcuatus
Arhopalus biarcuatus là một loài bọ cánh cứng trong họ Cerambycidae.